# Arthur Cravan

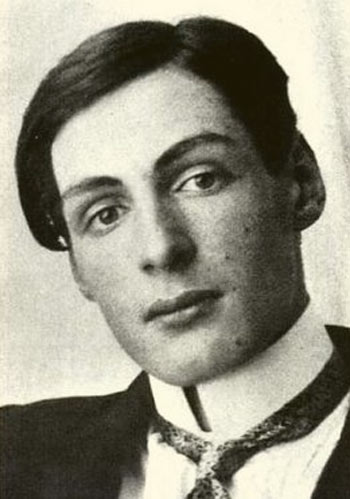
Arthur Cravan

Arthur Cravan (* 22. Mai 1887 in Lausanne als Fabian Avenarius Lloyd; zuletzt gesehen im November 1918 in Puerto Ángel, Mexiko und wahrscheinlich wenig später im Pazifischen Ozean ertrunken) war ein britisch-Schweizer Dichter, Amateurboxer und Künstler. Er war ein Neffe des irischen Dichters Oscar Wilde. 

## Leben
Fabian Lloyd wurde als zweiter Sohn von Otho Holland Lloyd und Hélène Clara St. Clair in der Schweiz geboren und dort an einer Privatschule in St. Gallen, später im englischen Worthing erzogen. Die Schwester seines Vaters, Constance Mary Lloyd, war die Ehefrau des irischen Dichters Oscar Wilde und Mutter seiner beiden Söhne. Fabian erfuhr von dieser Verwandtschaft erst nach Wildes Tod, da die Familie sich des wegen Homosexualität zu zwei Jahren Zuchthaus verurteilten Schwagers schämte. Für Fabian war diese Entdeckung eine Offenbarung: er verwarf seine Pläne, Ingenieur zu werden, und wollte ein Leben als Dichter führen und dem berühmten Onkel nacheifern.
Nach Auslandsaufenthalten in den USA und Deutschland lebte er ab 1909 in Paris. Mit 1,93 m war er vergleichsweise groß. 1910 wurde er französischer Amateurmeister im Halbschwergewicht, nachdem sein Gegner nicht zum Titelkampf erschienen war.
Im Jahr 1912 änderte Lloyd seinen Namen in Arthur Cravan. Der Nachname spielt auf das gleichnamige Dorf im Département Charente-Maritime im Westen Frankreichs an, Geburtsort von Lloyds Freundin Renée Bouchet.
Nach der Namensänderung publizierte er in loser Folge die Zeitschrift Maintenant („jetzt“) im Selbstverlag. Sie enthielt Gedichte, Beschimpfungen etablierter Pariser Künstler und Gerüchte über die Person von Oscar Wilde. Höhepunkt war im Jahr 1913 ein Artikel, in dem er behauptet, sein Onkel Oscar Wilde sei noch am Leben und habe ihn in Paris besucht. Eine detaillierte Personenbeschreibung lieferte er gleich mit. Außerdem deutete er an, dass sich in Wildes Grabstätte in Paris statt eines Leichnams unveröffentlichte Werke des Dichters im Sarg befänden und forderte die Exhumierung. Dieses Gerücht wurde von der New York Times geglaubt, deren Pariser Korrespondent erfolglos nach Zeugen suchte, die jemals den toten Wilde gesehen hätten.
Ab 1913 trat Cravan auch als Conférencier in Paris auf und veranstaltete chaotische Soiréen. Nach Ausbruch des Ersten Weltkriegs reiste er mit gefälschten Ausweisdokumenten durch Europa, um sich der britischen Wehrpflicht zu entziehen. 1916 ging er ins neutrale Spanien. In Barcelona trug er am 23. April einen Boxkampf gegen den ehemaligen Schwergewichts-Weltmeister Jack Johnson aus und ging in der sechsten Runde k. o. Mit dem Auftrittshonorar finanzierte er die Überfahrt nach New York City auf dem Dampfer Montserrat am Ende des Jahres. Auf dieser Reise machte er die Bekanntschaft von Leo Trotzki, der Cravan in seiner Autobiographie erwähnte.

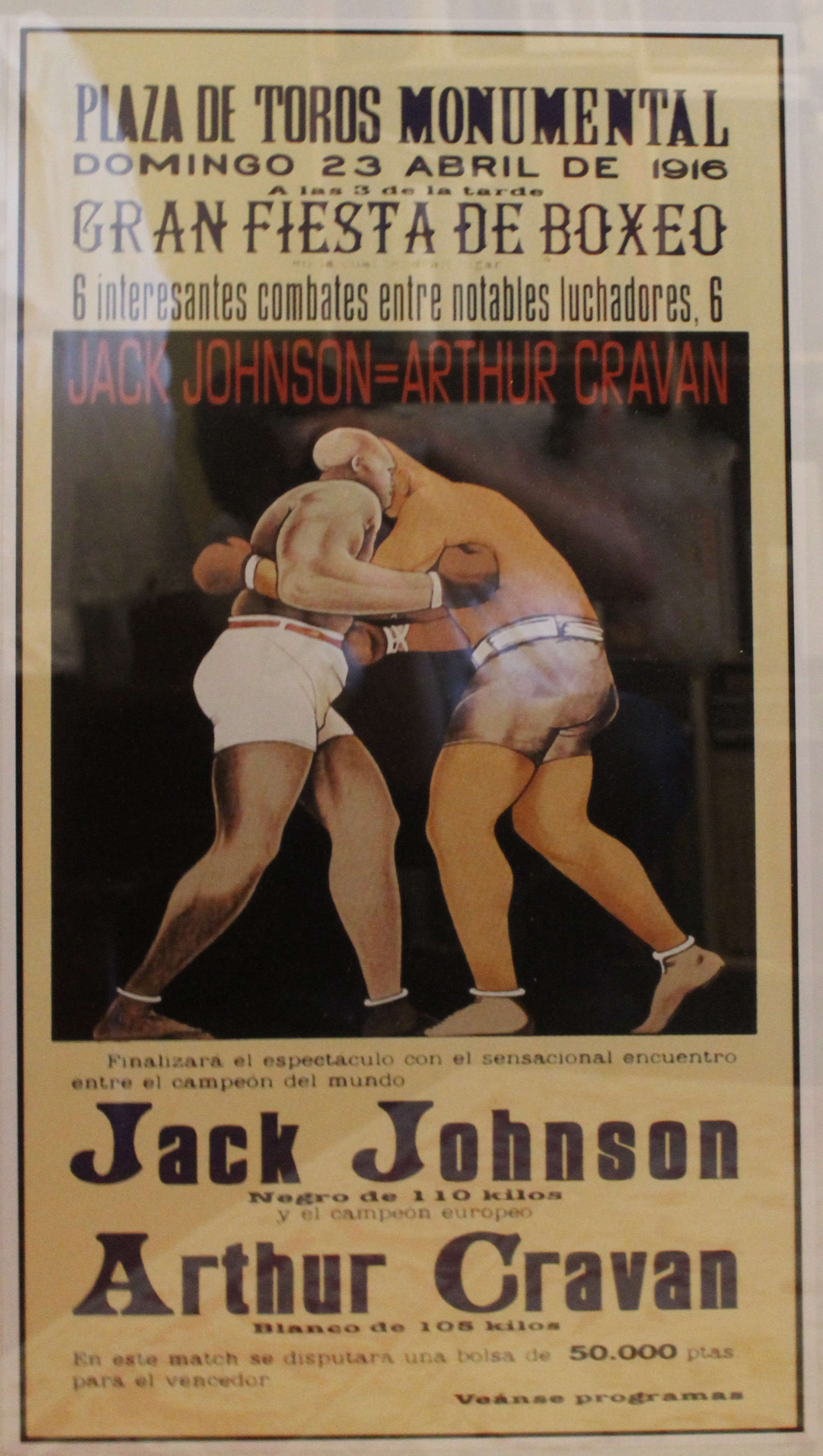
Boxkampf Arthur Cravan gegen Jack Johnson, Plakatankündigung 1916

Im Jahr 1917 bewegte er sich in der künstlerischen Avantgarde New Yorks. Bei der Vernissage der ersten Ausstellung der Society of Independent am 9. April 1917, zu der Marcel Duchamp seinen berühmten Fountain einreichte, trat er auf Einladung von Francis Picabia und Duchamp auf, wobei er das Publikum lange warten ließ und sich dann angetrunken auszog. Daraufhin verließen einige Besucher entrüstet die Ausstellung. Duchamp nannte es nachher einen „wundervollen Vortrag“.
Er traf die britische Dichterin Mina Loy, die er im folgenden Jahr heiratete. Auf der Flucht vor den Behörden irrte er zwischenzeitlich einen Monat durch Kanada.
Das Jahr 1918 verbrachte er mit seiner Frau in Mexiko. In der Hauptstadt Mexiko-Stadt eröffnete er eine Boxschule und trug am 15. September seinen letzten Kampf gegen Jim Smith aus. Auch in diesem verlor er durch K. o. Im November 1918 schickte Cravan Mina Loy mit einem Schiff nach Buenos Aires in Argentinien, in der Absicht, später nachzureisen. In Salina Cruz an der Pazifikküste charterte er ein Boot und brach mit einem Begleiter zu einer Probefahrt auf. Sie kehrten nie zurück; 1920 wurde Cravan offiziell für tot erklärt. 
Seine einzige Tochter Fabienne wurde am 5. April 1919 nach Mina Loys Heimkehr in England geboren. Ihre Nachkommen leben in Aspen (Colorado).

## Schriften
- Œuvres : Poèmes, articles, lettres. Editions G. Lebovici, Paris 1987, ISBN 2-85184-179-3.
- Der Boxer-Poet oder die Seele im zwanzigsten Jahrhundert. Aus dem Französischen von Pierre Gallissaires und Hanna Mittelstädt. Nautilus, Hamburg 1991, ISBN 3-89401-188-2.
- König der verkrachten Existenzen. Aus dem Französischen von Pierre Gallissaires und Hanna Mittelstädt. Nautilus, Hamburg 2015
- Maintenant. Nr. 1, 1912, April – 5, 1915, März/April. Edition Nautilus, Hamburg [1986], ISBN 3-921523-28-1. Deutsche Erstausgabe.

Ausstellungskataloge
- Emmanuel Guigon (Hrsg., Kurator): Arthur Cravan, 1887–1918 : le neveu d'Oscar Wilde. Musée de Strasbourg, Strasbourg 2005, ISBN 2-35125-002-8. (Ausstellungskatalog: Strasbourg, Musée d'art moderne et contemporain, 18. November 2005 bis 26. Februar 2006).

## Filme
- Cravan vs. Cravan; Dokumentation, Regie und Buch Isaki Lacuesta, Spanien 2002

## Trivia
Arthur Cravan ist Gegenstand zweier Romane von Antonia Logue und Philippe Dagen.